# マティーニ! 〜ただ今、撮影5時間押し〜
『マティーニ! 〜ただ今、撮影5時間押し〜』は、2013年に公演された演劇作品。

## 概要
ドラマの撮影現場を舞台にしたこの作品は、公演前に劇中劇ドラマ「ROLLING DOGS」をDVDとして発売。ドラマと舞台の連動企画として話題になった。
舞台の作・演出、ドラマの監督・脚本を映像プロダクションROBOTの真壁幸紀が担当。
また主演である山崎樹範はこの公演で初座長を務めた。

## 出演
- 岡本治：山崎樹範
- 市川巧：矢崎広
- 木下岳：谷内伸也（Lead）
- 山中蒼：相馬圭祐
- 成瀬一：戸谷公人

- 勅使河原慶三郎（助監督）：川野直輝
- 増村修一（カメラマン）：増田裕生
- 鈴木奈緒美（ヘアメイク）：佐藤みゆき
- 今村隼人（マネージャー）：廣瀬智紀
- 熊井三郎（録音）：福澤重文

- 黒木明（監督）：富岡晃一郎
- 山田幸子（衣装）：山本裕子
- 溝口敏夫（プロデューサー）：竹井亮介
- 大島一徹（近隣住民）：佐久間淳也
- 川島健次郎（照明）：石倉良信

## スタッフ
- 脚本・演出：真壁幸紀
- 演出：矢本翼子
- 音楽：白石めぐみ
- 企画・制作著作：トライフルエンターティメント

## 公演
- 東京公演：2013年2月6日 - 2月11日　シアター1010